# Miniso
Miniso（MINISO，NYSE: MNSO, 名創優品, Danh Sáng Ưu Phẩm) là một thương hiệu chuỗi cửa hàng bách hóa của Trung Quốc chủ yếu bán các mặt hàng thiết yếu hàng ngày, thuộc tập đoàn Aiyaya Quảng Đông ở Trung Quốc. Hệ thống này đã gây ra tranh cãi do các vấn đề như "đạo nhái phong cách " (山寨, "sơn trại") và nhận diện thương hiệu.
Công ty tuyên bố có hơn 2.000 chi nhánh trên toàn thế giới, trong đó hơn 1.200 chi nhánh đặt tại Trung Quốc. Tại Trung Quốc, hầu hết hàng hóa của họ được bán với giá khoảng 10 nhân dân tệ, vì vậy chúng cũng được mô tả là cửa hàng 10 nhân dân tệ.

## Hệ thống cửa hàng

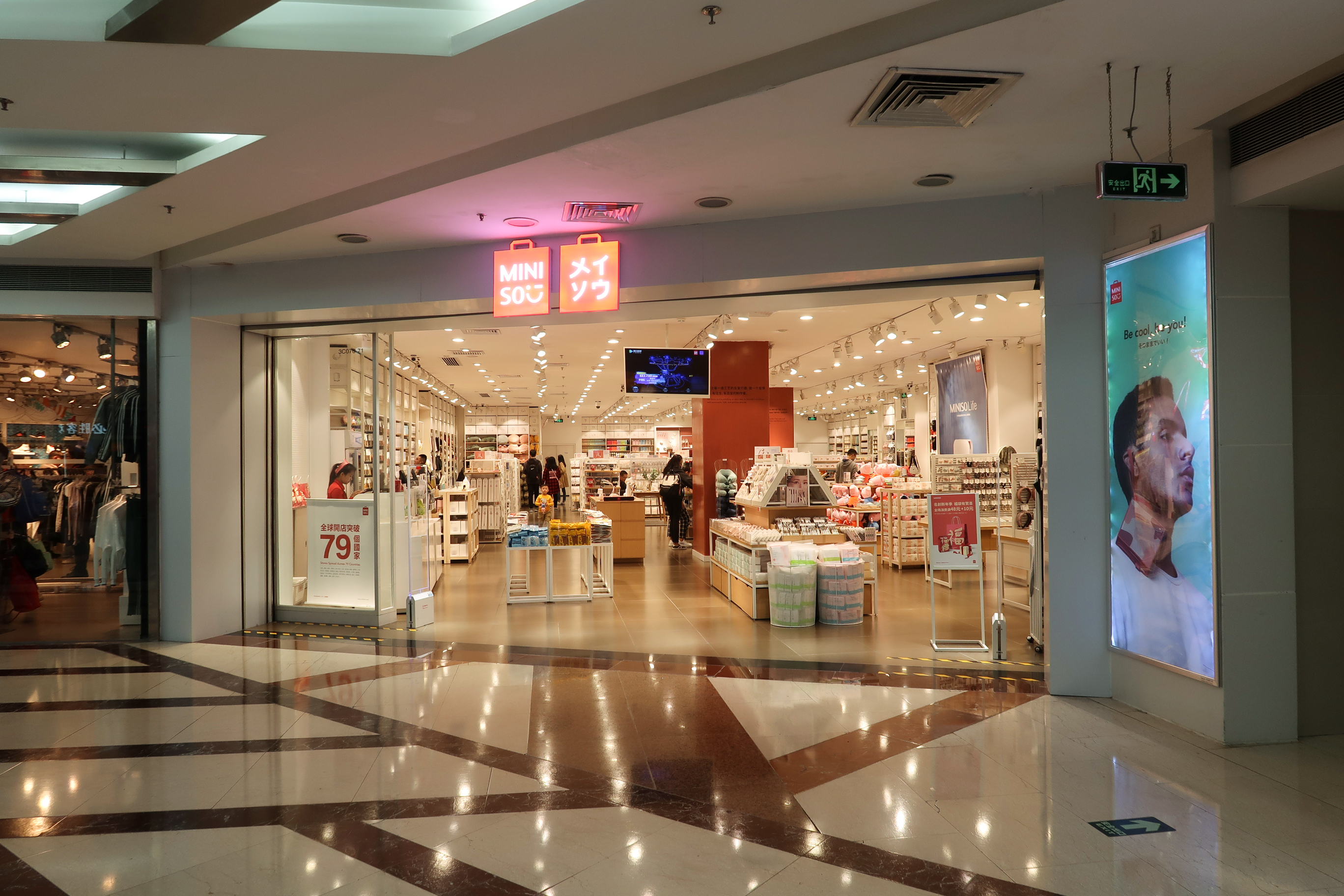
MINISO tọa lạc tại Grandview Mall (正佳廣場), Thiên Hà, Quảng Châu
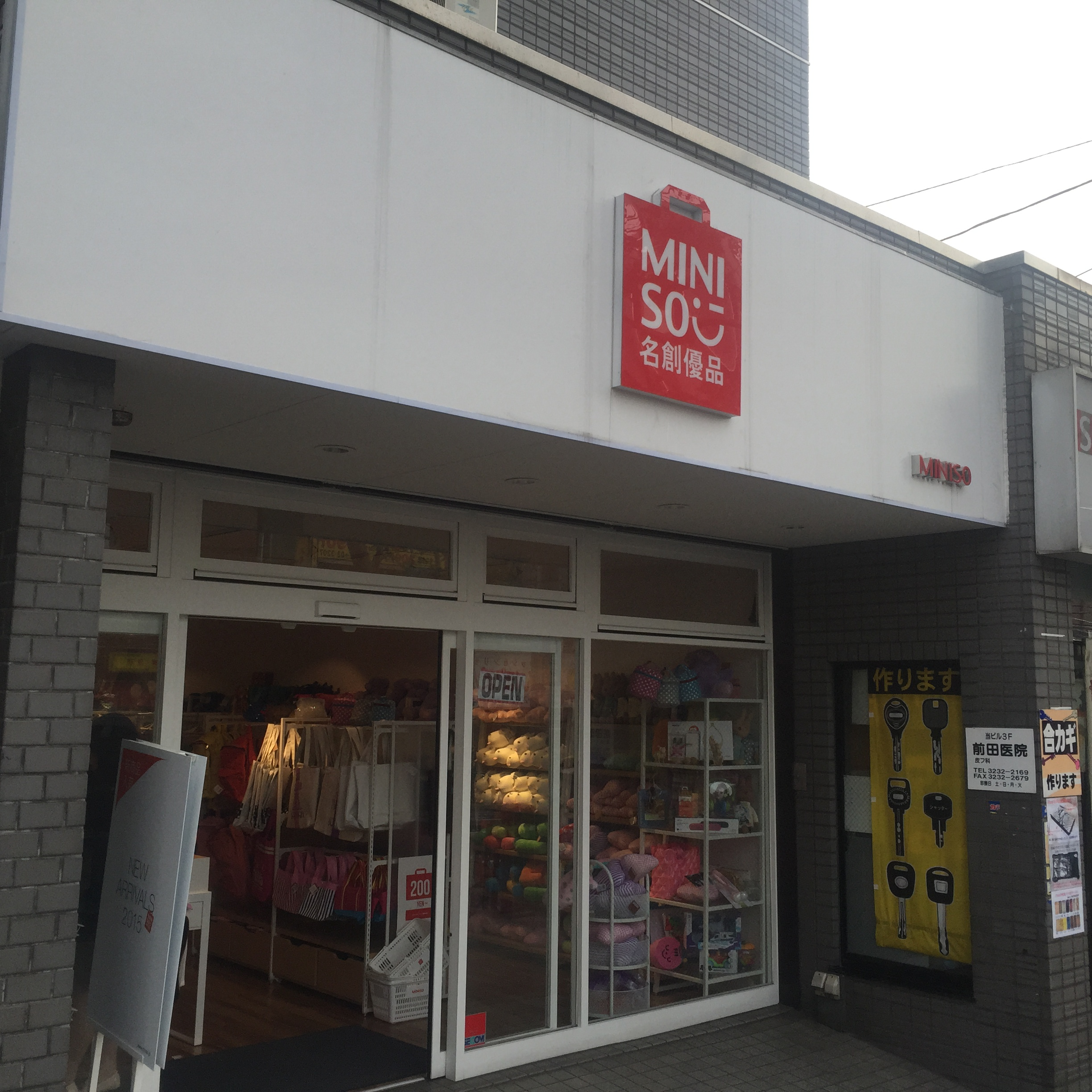
Cửa hàng MINISO ở Takadanobaba, khu phố tại Shinjuku, Tokyo, Nhật Bản có quy mô tương đương với một cửa hàng tiện lợi nói chung
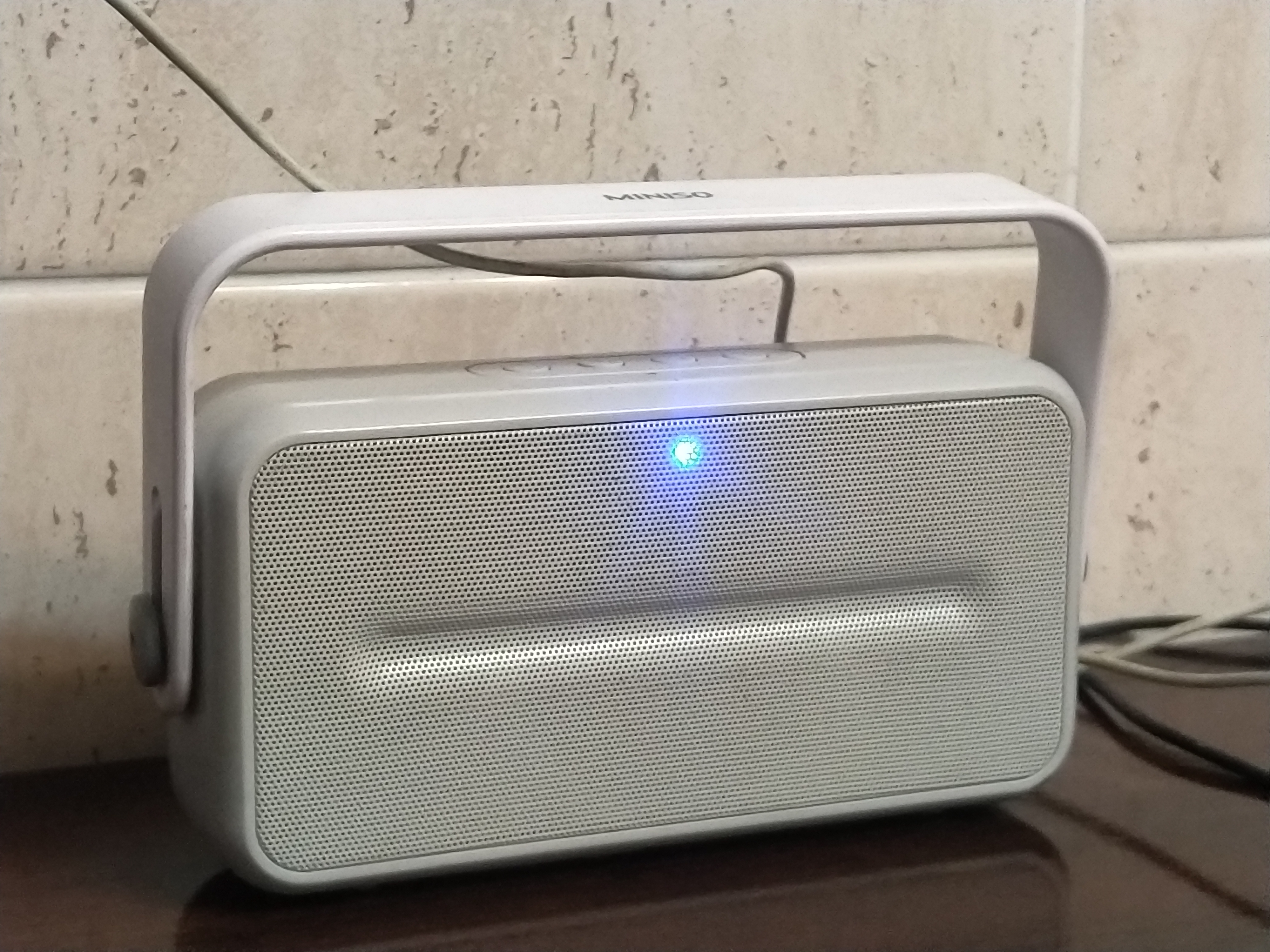
Loa bluetooth Miniso theo phong cách tối giản Scandinavi
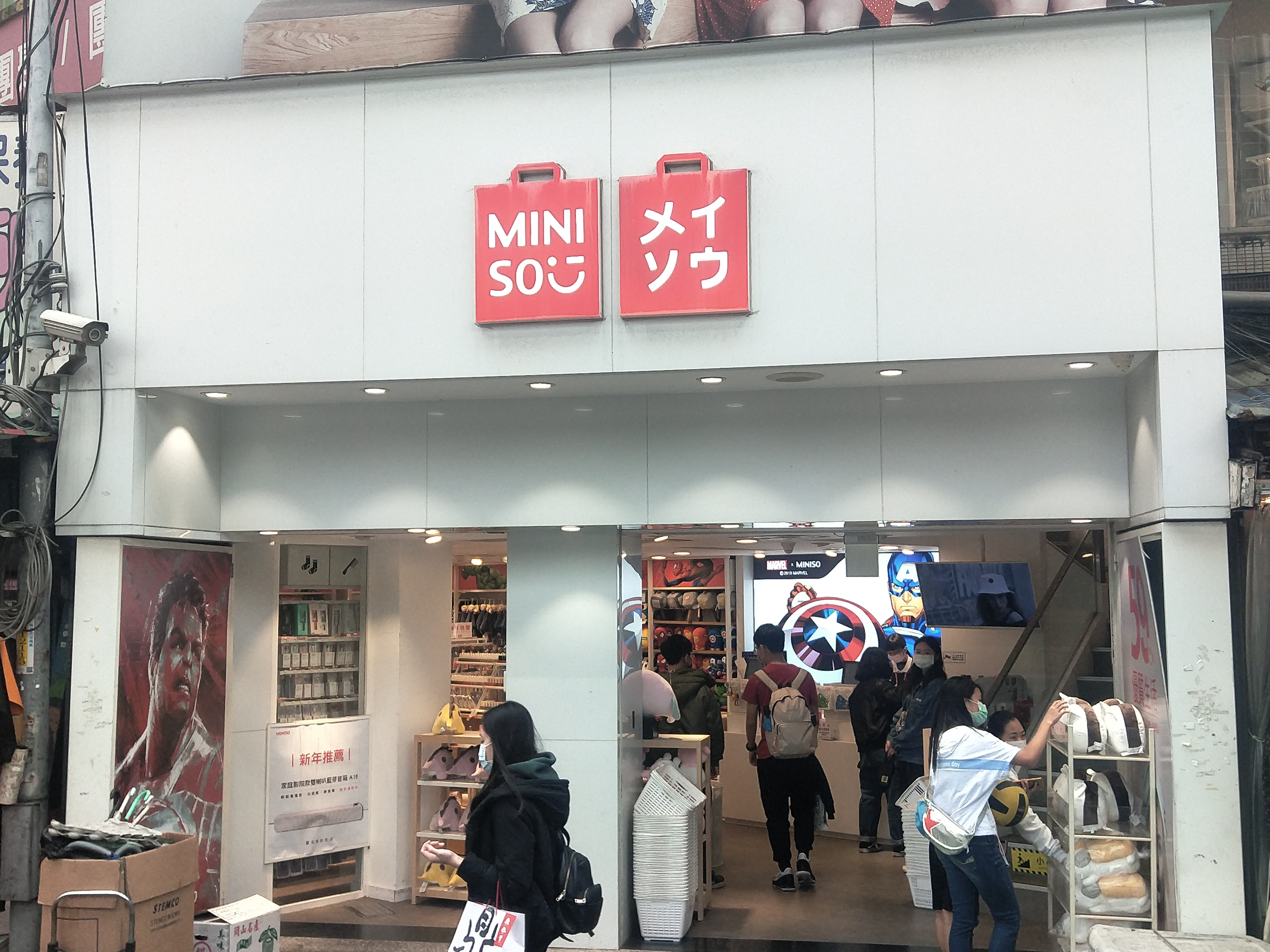
Miniso ở Đài Bắc